# 유엔 통계국
유엔 통계국(United Nations Statistics Division)은 유엔 경제사회처 산하 부서로, 통계적 필요와 세계 통계 시스템의 조정 활동을 위한 부서이다. 이 부서는 국제 통계 활동을 조정하기 위한 최고 결정 기구와 세계 통계 시스템의 최고 실체로 1947년에 설립된 유엔 통계 위원회의 감독하에 있다. 그것은 세계 각국의 회원국의 최고 통계학자들을 한데 모은다.

## 같이 보기
- 국가 통계 기관 목록
- 유엔